# Wapen van Haarlem

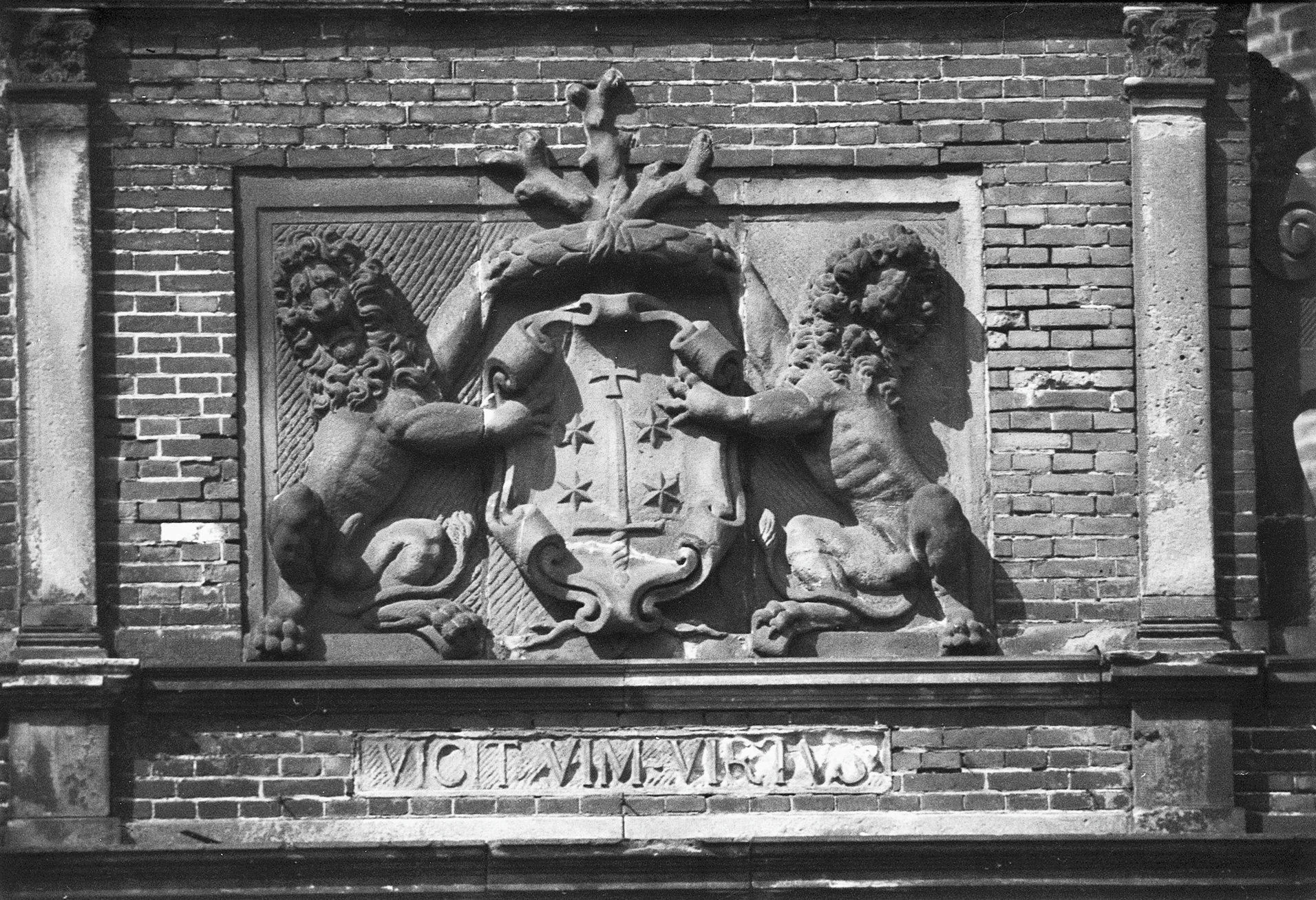
Stadswapen in de voorgevel van het stadhuis van Haarlem

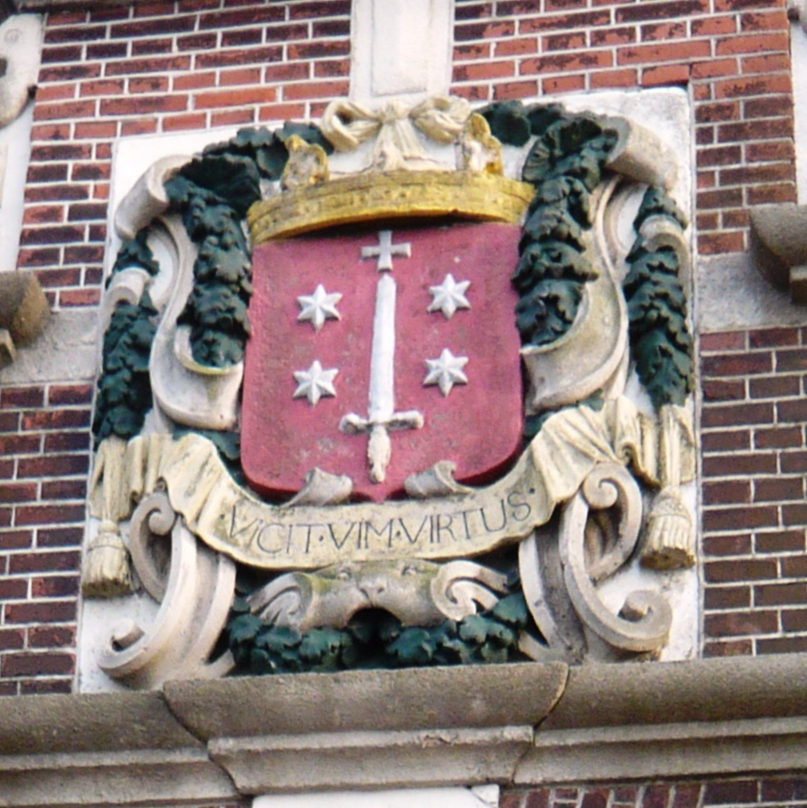
Een gevelsteen aan de Kinderhuisvest te Haarlem

Het wapen van Haarlem is het officiële wapen van de gemeente Haarlem. Het huidige wapen werd verleend bij koninklijk besluit van 15 februari 1974, maar het was in ongeveer dezelfde vorm al veel langer in gebruik. Bestanddelen van het wapen zijn verbonden met de Haarlemse geschiedenis en legenden. De voorwerpen op het schild zijn ook onderdeel van de vlag van Haarlem.

## Wapenbeschrijving
De beschrijving luidt: "In keel een zwaard van zilver met gevest van goud, vergezeld boven van een verkort breedarmig kruis en aan beide zijden van twee zespuntige sterren boven elkaar, alles van zilver. Het schild gedekt met een kroon van vijf bladeren van goud, waarachter een afgeknotte dorre boom van sabel oprijst, waarin twee gouden klokken hangen. Schildhouders; twee leeuwen van goud, getongd en genageld van keel. Wapenspreuk; 'Vicit vim virtus' in Latijnse letters op een lint van zilver."
Het wapen bestaat uit een rood veld met daarin een zilveren zwaard met een handvat van goud, daarboven een kruis en geflankeerd door vier zespuntige zilveren sterren. Verder bestaat het wapen uit een dorre boom met hieraan twee hangende klokjes (zie Damiaatjes). Aan weerszijden van het wapen staan twee gouden leeuwen als schildhouders. Het wapenschild gedekt met een gouden markiezenkroon. 'Vicit vim virtus' is de wapenspreuk, dit is Latijn voor: "Moed heeft het geweld overwonnen" De schildhouders waren vroeger twee herten die wijzen op de herten die toen nog in de Haarlemmerhout leefden. De dorre boom in het wapen zou naar het Haarlemmerhout verwijzen.

## Wapenvermeerdering

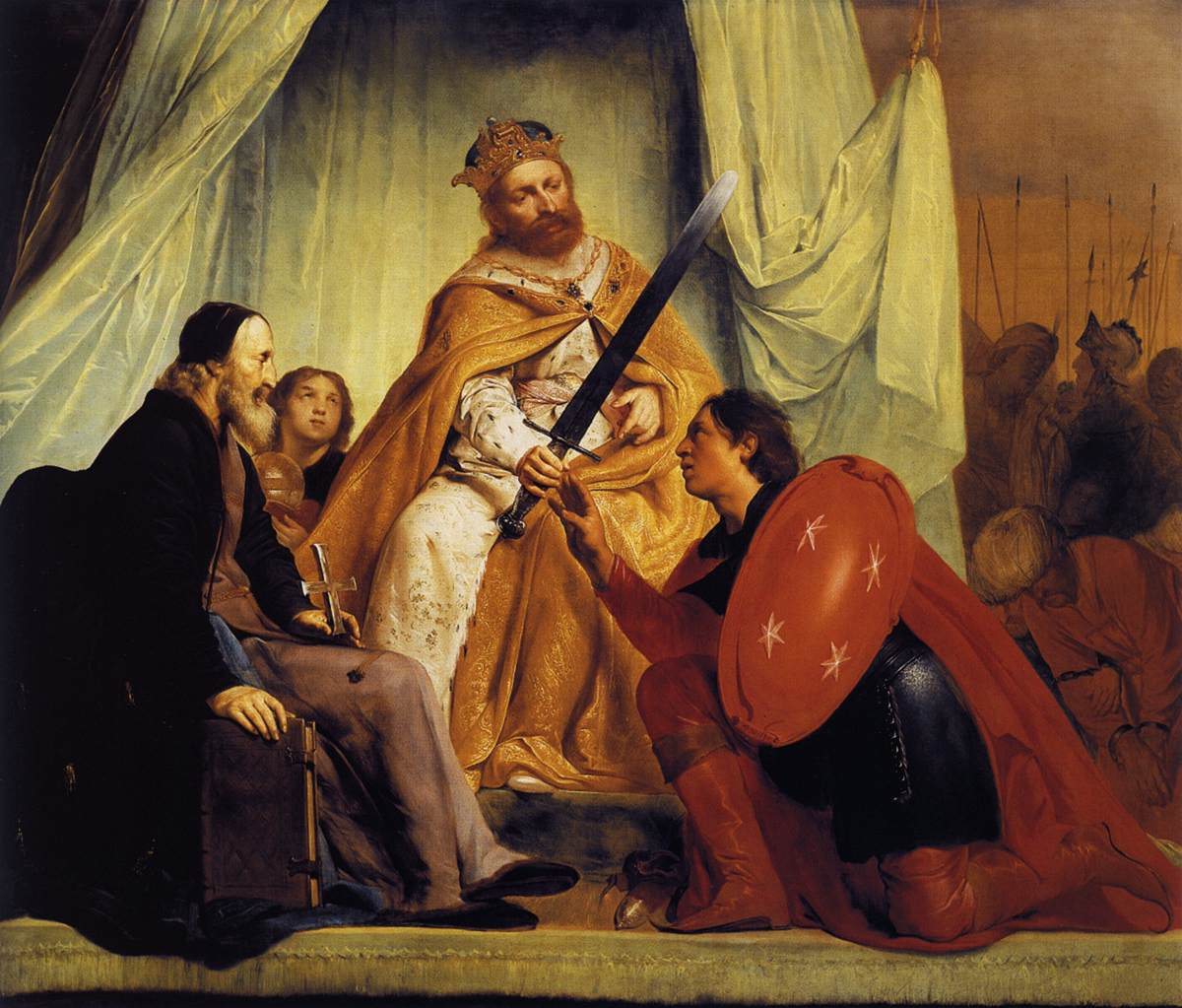
Een Haarlemse ridder ontvangt het zilveren zwaard van keizer Frederik II en het kruis van de patriarch van Jeruzalem vanwege de verdiensten van de stad tijdens de Vijfde Kruistocht. Schilderij van Pieter de Grebber uit 1620.

Omstreeks 1480 was Johannes van Leiden, prior van het Karmelietenklooster in Haarlem, de eerste die over het het ontstaan van het wapen schreef. Het wapen van Haarlem bestond eerst alleen uit een veld met de vier sterren. Maar na de Haarlemse verovering van Damiate door de ketting bij Damiate kapot te varen werd volgens hem het wapen uitgebreid. De strijdlust en vindingrijkheid van de Haarlemmers zouden zoveel indruk op  keizer Frederik II hebben gemaakt dat het wapen mocht worden uitgebreid met een zwaard. De patriarch van Jeruzalem stond ook toe dat het kruis werd toegevoegd. Dit wordt ook de 'wapenvermeerdering' genoemd en is ook te zien in het schilderij uit 1620 van Pieter de Grebber.
Het Damiate-verhaal en de 'wapenvermeerdering' worden echter tegengesproken door het ooggetuigenverslag van Olivier van Keulen, waarin niets te vinden is over het heldhaftige optreden van de Haarlemmers. Waarschijnlijk heeft Johannes Haarlem wat meer aanzien willen geven met dit verhaal. De Damiate-legende wordt ook tegengesproken door het feit dat het oudst bekende stadszegel uit 1345 het wapen met zwaard en kruis nog niet gebruikt, pas in 1391 gebeurde dit voor het eerst. Het motto vicit vim virtus duikt pas op na het Beleg van Haarlem in de zestiende eeuw.

## Bevestiging

Het wapen van 1816

Op 26 juni 1816 werd Haarlem bij besluit van de Hoge Raad van Adel bevestigd met het volgende wapen:
"Van keel, beladen met een zwaard van zilver, het gevest van goud, staande en pal; en chef een gepateert kruis en verzeld van vier zespuntige sterren staande en pal, alles van zilver. Het wapen gedekt met een goude gefleuronneerde kroon, achter hetzelve een dorre tuin met twee schellen van goud en vastgehouden ter weerskanten door een klimmende leeuw."
Het wapen heeft overeenkomsten met het wapen dat op 15 februari 1974 werd verleend, en het wapenschild zelf is identiek. Desalniettemin werden de nodige wijzigingen en correcties doorgevoerd. De dorre boom was tot 1974 in een natuurlijke bruine kleur, de leeuwen waren (op de tong na) geheel van goud, op het schild rustte een gravenkroon met vier extra parels op de band, het schild was geplaatst op een groene ondergrond, het motto ontbrak. Dat laatste is opmerkelijk, op een 19e-eeuws gemeentestempel was het wapen wel voorzien van een motto.